# 76-mm-Regimentkanone M1943
Die 76-mm Regimentskanone M1943 (OB-25) (russisch: 76-мм полковая пушка обр. 1943 г. (ОБ-25)) ist ein leichtes Infanteriegeschütz, das im Zweiten Weltkrieg in der Sowjetunion entwickelt wurde.

## Entwicklung
Die Regimentskanone M1943 wurde im Jahr 1943 von M. Yu. Tsiryulnikow entwickelt. Im Wesentlichen kombinierte Tsiriulnikow eine modernisierte Ausführung der Kanone der alten Regimentskanone M1927 mit der Lafette der in großen Stückzahlen gerade gefertigten 45-mm-Panzerabwehrkanone M1942. Das Ingenieursteam um Tsiriulnikow änderte einige Details der Lafette um die stärkeren Rückstoßkräfte auszugleichen.
Die Erprobung der neuen Waffe erfolgte im Juni 1943 und nach geringfügigen Nachbesserungen wurde das Geschütz am 4. September 1943 bei der Roten Armee eingeführt.

## Produktion
Mit der Regimentskanone M1943 wurde die Fertigung der zuvor gefertigten M1927 im Jahr 1943 endgültig eingestellt. Die einfache Konstruktion ermöglichte eine schnelle Fertigung großer Stückzahlen. Nachdem die Auslieferung an die Truppe 1944 begonnen hatte, wurden in diesem Jahr vom Werk 3.194 dieser Geschütze gefertigt. Im Folgejahr weitere 1.928 Stück. Kurz nach Kriegsende wurde die Fertigung nach 5.122 gefertigten Geschützen eingestellt, da die geringe Reichweite und Mündungsgeschwindigkeit keine weitere Fertigung rechtfertigten.

## Technische Beschreibung
Trotz des geringen Höhenrichtbereichs und der Namensgebung handelt es sich bei der 76-mm-Regimentskanone M1943 technisch gesehen um eine Haubitze. Der unterbrochene Schraubverschluss und das nur leicht modifizierte Rohr der Regimentskanone erleichterte den Einsatz bei Verbänden, welche zuvor mit der M1927 ausgerüstet waren.
Die Richtmittel für direkten und indirekten Schuss waren rechts an der Oberlafette montiert. Da die Geschütze innerhalb der Reichweite von gegnerischen Handfeuerwaffen zum Einsatz kam, wurde der oben abklappbare und unten herunterklappbare Schild von der Panzerabwehrkanone mit übernommen. Die Spreitzlafette mit ihren Rohrholmen ermöglichte in der Stellung einen Seitenrichtbereich von je 30°, was eine extreme Verbesserung gegenüber der zuvor ausgelieferten M1927 darstellte, die mit ihrer Kastenlafette nur einen Seitenrichtbereich von 3° aufwies.
Die Radaufhängung war während des bespannten oder Kraftzug gefedert und wurde jedoch in der Feuerstellung durch eine mechanische Vorrichtung stabilisiert. Den Verhältnissen des östlichen Kriegsschauplatz gerecht werdend, verfügte die Waffe über breite, kugelsicher, da Schaumgummi gefüllte, Räder auf Automobilfelgen.

## Einsatz

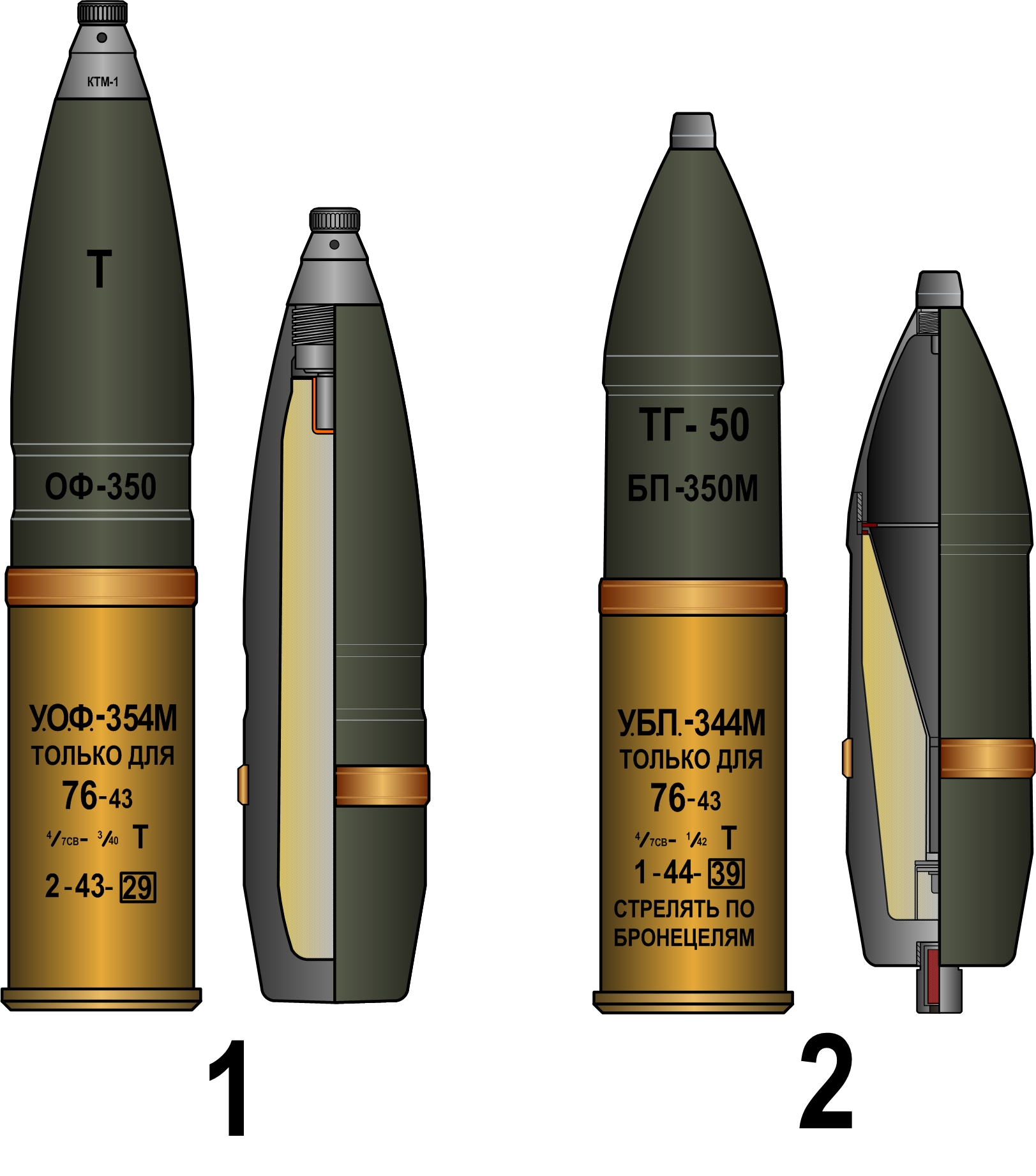

Die Waffe war wie alle Infanteriegeschütze in erster Linie für den direkten Beschuss von leichten Feldbefestigungen und ungeschützten „weichen“ Zielen vorgesehen. Die verfügbaren Sprenggranaten hatten nur eine eingeschränkte Verwendbarkeit zur Abwehr von gepanzerten Fahrzeugen.

## Munition
Für das Geschütz standen drei Munitionstypen zur Verfügung:
- Splittergranate OF-350
- Splittergranate aus Stahleisen OF-350A
- Panzergranate BP-350M

Die Sprenggranaten für die M1943 bekamen gegenüber der M1927 eine verringerte Treibladung zur Reduzierung des Rückstoß, was zusammen mit dem kurzen Rohr zu einer geringen Mündungsgeschwindigkeit führte. Die Munition war deshalb mit einem Zusatz beschriftet, dass diese nur für das Modell M1943 wäre.
Insbesondere bei der Panzergranate hatte dies die Auswirkung, dass unter optimalen Bedingungen maximal 70-mm-starke Panzerung durchschlagen werden konnte, was in den Jahren 1944 und 1945 bei der frontalen Panzerung gegnerischer Fahrzeuge zu gering war.

## Museale Rezeption
Im Technischen Armeemuseum Lesany südlich von Prag ist ein gut erhaltenes Exemplar dieser Kanone zu sehen. Weitere Exemplare finden sind in den ehemaligen Staaten der Sowjetunion und in Polen.